# Cucullia hermiguae
Cucullia hermiguae là một loài bướm đêm trong họ Noctuidae.